# Kamen Rider Zi-O
Kamen Rider Zi-O (仮面ライダージオウ Kamen Raidā Jiō) là một bộ phim tokusatsu Nhật Bản trong Super Hero Time của Toei và Bandai. Đây là bộ phim thứ 20 – cuối cùng trong thời kì Heisei, bộ phim đầu tiên được sản xuất trong thời kì Reiwa và là thứ 29 trong cả loạt phim. Bộ phim phát sóng song song với Kaitou Sentai Lupinranger VS Keisatsu Sentai Patranger, Super Sentai Saikyo Battle và Kishiryu Sentai Ryusoulger trong Super Hero Time và phát sóng sau tập cuối của Kamen Rider Build.
Câu khẩu hiệu của phim là: "Vượt qua Thời Không nào!" (時空を超えろ！ Jikū o koero!). Tương tự như Kamen Rider Decade, đây cũng là một bộ phim đặc biệt kỷ niệm cho các series Kamen Rider của thời kì Heisei.

## Cốt truyện
Các Heisei Kamen Rider đã trải qua cả một thời đại. Đã tới lúc để lại sức mạnh đó cho tương lai. Long trọng chào đón, sự ra đời của một tân vương!— Lời dẫn đầu phim (từ tập 1 tới tập 16).

Ngày Oma! Ngày phán quyết cho quá khứ và tương lai của các Kamen Rider! Liệu sẽ là sự kết thúc hay là sự khởi đầu của một tương lai mới? Hãy tự nắm lấy chính tương lai của mình!— Lời dẫn đầu phim (từ tập 17 tới tập 29).

Các Heisei Kamen Rider đã trải qua cả một thời đại. Một huyền thoại mới sẽ bắt đầu, thừa kế toàn bộ sức mạnh đó. Long trọng chào đón, sự khai sinh của Ma vương đích thực!— Lời dẫn đầu phim (từ tập 30 trở đi)

Năm 2018, một cỗ máy thời gian (Time Machine) xuất hiện trước mặt Tokiwa Sougo, một học sinh trung học 18 tuổi, ước mơ trở thành một vị vua trong tương lai. Sau đó là Tsukuyomi, cô gái đến từ năm 2068, nói rằng, "Tôi đến từ năm 2068, một thế giới không có chút hy vọng nơi Oma Zi-O, một Ma vương thời gian tàn bạo trị vị". Tsukuyomi đến từ tương lai trong nỗ lực tuyệt vọng thay đổi hiện tại của chính mình. Sau đó cô cảnh báo Sougo về tương lai của cậu: "Cậu sẽ trở thành Kamen Rider Zi-O, vị vua của Thời Không và cũng là Oma Zi-O – Ma Vương sẽ thống trị thế giới." Tokiwa Sougo có số mệnh trở thành Kamen Rider Zi-O, không phải trở thành anh hùng mà là ma vương tương lai? Vận mệnh nào sẽ xảy tới cho tương lai? Đây là một câu chuyện kể về người sẽ trở thành vị vua tiếp theo, chiến đấu để cứu lấy quá khứ, hiện tại, và tương lai, băng qua Thời – Không, gặp gỡ các Kamen Rider thời Heisei suốt chiều dài lịch sử.

## Nhân vật
- TV Show:

Rider:
| Kamen Rider Zi-O      | Tokiwa Sougo   |
| Kamen Rider Geiz      | Myoukouin Geiz |
| Kamen Rider Woz       | Woz đen        |
| Kamen Rider Woz       | Woz trắng      |
| Kamen Rider Tsukuyomi | Tsukuyomi      |
| Kamen Rider Decade    | Kadoya Tsukasa |
| Kamen Rider Diend     | Kaitou Daiki   |

| Kamen Rider Zi-O | Tokiwa Sougo (Mirror World) |

- Trong Movieː

Quartzerː
| Kamen Rider Barlckxs | Tokiwa Sougo (Thủ lĩnh Quartzer) |
| Kamen Rider Zonjis   | Kagen                            |
| Kamen Rider Zamonas  | Jogen                            |

Legend Rider:
Là những nhân vật trong vai Rider của các năm trước, tham gia bộ phim với vai trò khách mời.
- TV Show:

| Kamen Rider Build          | Kiryuu Sento / Katsuragi Takumi      |
| Kamen Rider Cross-Z        | Banjou Ryuga                         |
| Kamen Rider Ex-Aid         | Houjou Emu                           |
| Kamen Rider Brave          | Kagami Hiiro (không biến thân)       |
| Kamen Rider Faiz           | Inui Takumi (không biến thân)        |
| Kamen Rider Kaixa          | Kusaka Masato (không biến thân)      |
| Kamen Rider Beast          | Nitou Kosuke                         |
| Kamen Rider Genm           | Dan Kuroto (không biến thân)         |
| Kamen Rider OOO            | Hino Eiji (không biến thân)          |
| Kamen Rider Gaim           | Kazuraba Kouta (không biến thân)     |
| Kamen Rider Baron          | Kumon Kaito (không biến thân)        |
| Kamen Rider Ghost          | Tenkuuji Takeru                      |
| Kamen Rider Specter        | Fukami Makoto                        |
| Kamen Rider Decade         | Kadoya Tsukasa                       |
| Kamen Rider Diend          | Kaitou Daiki                         |
| Kamen Rider Ryuki          | Kido Shinji (không biến thân)        |
| Kamen Rider Ryuga          | Shinji trong gương (không biến thân) |
| Kamen Rider Blade          | Kenzaki Kazuma                       |
| Kamen Rider Chalice        | Aikawa Hajime                        |
| Kamen Rider Agito          | Tsugami Shouichi                     |
| Kamen Rider G3             | Tsugami Shouichi                     |
| Kamen Rider G3 Mild        | Omuro Takahiro                       |
| Kyosuke Henshintai (Kyoki) | Kiriya Kyosuke                       |
| Kamen Rider Hibiki         | Kiriya Kyosuke                       |
| Kamen Rider Todoroki       | Todayama Tomizo                      |
| Kamen Rider Gatack         | Kagami Arata                         |
| Kamen Rider Kabuto         | Kagami Arata                         |
| Kamen Rider KickHopper     | Yaguruma Sou                         |
| Kamen Rider PunchHopper    | Kageyama Shun                        |
| Kamen Rider Den-O          | Momotaros                            |
| Kamen Rider Zeronos        | Sakurai Yuuto + Deneb                |
| Kamen Rider Aqua           | Minato Miharu                        |
| Kamen Rider Eternal        | Daido Katsumi (Another World)        |
| MashinChaser               | Chase (không biến thân thành Rider)  |
| Kamen Rider Chaser         | Chase (không biến thân thành Rider)  |

Another World Rider:
Rider (vô tính hoặc là một phiên bản khác) do Another Decade triệu hồi ở Alternative Rider World:
| Kamen Rider G4         | Mizuki Shiro      |
| Kamen Rider Rey        | Shiramine Takatou |
| Kamen Rider Dark Ghost | Argos             |
| Kamen Rider Fuma       | Narumo Kagenari   |
| Kamen Rider Yuuki      | Shiro             |
| Kamen Rider Eternal    | Daido Katsumi     |
| Kamen Rider Woz        | Woz Trắng         |

- Trong Movieː

| Kamen Rider Kuuga    | Riku (thi hài) ► Godai Yusuke |
| Kamen Rider Hibiki   | Hidaka Hitoshi                |
| Kamen Rider Kabuto   | Tendou Souji                  |
| Kamen Rider Den-O    | Nogami Ryoutarou              |
| Kamen Rider Kiva     | Kurenai Wataru                |
| Kamen Rider Fourze   | Kisaragi Gentarou             |
| Kamen Rider Wizard   | Souma Haruto                  |
| Kamen Rider Birth    | Date Akira                    |
| Kamen Rider Accel    | Terui Ryu                     |
| Kamen Rider Knight   | Akiyama Ren                   |
| Kamen Rider Zolda    | Yura Goro                     |
| Kamen Rider Raia     | Tezuka Miyuki                 |
| Kamen Rider Gai      | Shibaura Jun                  |
| Kamen Rider Ouja     | Asakura Takeshi               |
| Kamen Rider Odin     | Odin                          |
| Kamen Rider Scissors | Ishihashi                     |
| Kamen Rider Tiger    | Tozuka                        |
| Kamen Rider Verde    | Kimura                        |
| Kamen Rider Imperer  | Ishida                        |
| Kamen Rider Abyss    | Người không rõ tên            |
| Kamen Rider Lazer    | Kujou Kiriya                  |
| Kamen Rider Grease   | Sawatari Kazumi               |
| Kamen Rider Rogue    | Himuro Gentoku                |
| Kamen Rider Mach     | Shijima Gou                   |
| Kamen Rider G        | Goro                          |
| Kamen Rider Kuuga    | Godai Yuusuke (manga 2015)    |
| Aka Rider            | N/A                           |
| Ao Rider             | N/A                           |
| Ki Rider             | N/A                           |
| Momo Rider           | N/A                           |
| Mido Rider           | N/A                           |
| Kamen Rider Zangetsu | Kureshima Takatora            |
| Kamen Rider Brain    | Brain (Roidmude 003)          |
| Kamen Rider Kuuga    | Yusuke Onodera                |

Khác:
| Kamen Norider | Kinashi Takeshi |

Giới thiệu Rider mới:
| Kamen Rider Zero-One | Hiden Aruto |

Mirai Rider:
Là những Rider đến từ tương lai mà cả Geiz và Tsukuyomi đều không biết sự có mặt của họ.
- TV Showː

| Kamen Rider Shinobi | Kagura Rentarou |
| Kamen Rider Quiz    | Douan Mondo     |
| Kamen Rider Kikai   | Makina Rento    |
| Kamen Rider Ginga   | Ginga           |

- Trong Movieː

| Kamen Rider Hattari | Konjo Isamichi |

Another Rider:
- TV Showː

| Another Build   | Cầu thủ bóng rổ không rõ tên                 |
| Another Ex-Aid  | Ida                                          |
| Another Fourze  | Sakuma Ryuichi                               |
| Another Faiz    | Sakuma Ryuichi                               |
| Another Wizard  | Hayase                                       |
| Another OOO     | Dan Kuroto                                   |
| Another Gaim    | Asura                                        |
| Another Ghost   | Makimura                                     |
| Another Shinobi | Kagura Rentarou                              |
| Another Quiz    | Douan Tamotsu                                |
| Another Ryuga   | Dark Shinji                                  |
| Another Kikai   | Bọ ký sinh Kikai ► Heure                     |
| Another Zi-O    | Kakogawa Hiryu                               |
| Another Zi-O II | Kakogawa Hiryu ► Kaitou Daiki                |
| Another Blade   | Kurihara Amane                               |
| Another Agito   | Người không rõ tên và những người bị cắn     |
| Another Hibiki  | Tsuzumiya Tsutomu                            |
| Another Kiva    | Kitajima Yuko                                |
| Another Kabuto  | Yaguruma Sou                                 |
| Another Den-O   | Endo Takuya                                  |
| Another Decade  | Swartz                                       |
| Another Drive   | Paradox/Roimude 108(Another World, copy Ora) |

- Trong Movieː

| Another Den-O          | Hisanaga Ataru        |
| Another Double         | Người không rõ tên    |
| Another Kuuga          | Tid                   |
| Another Ultimate Kuuga | Tid & Hisanaga Shingo |
| Another Ryuki          | Kano Tatsuya          |

Tokiwa Sougo (常磐 ソウゴ) - Kamen Rider Zi-O (仮面ライダージオウ Kamen Raidā Jiō): là một học sinh trung học 18 tuổi với ước mơ trở thành vua. Sougo gặp được Geiz, Tsukuyomi và Woz từ tương lai 50 năm sau trở về hiện tại và biết được rằng cậu sẽ trở thành Oma Zi-O (オーマジオウ Ōma Jiō) - Ma vương thời gian tàn bạo trong tương lai. Tuy nhiên cậu vẫn giữ lựa chọn của mình và quyết tâm thay đổi tương lai.
Myoukouin Geiz (明光院 ゲイツ) - Kamen Rider Geiz (仮面ライダーゲイツ Kamen Raida Geitsu): Một chiến binh đến từ năm 2068 trở về thời điểm 50 năm về trước nhằm tiêu diệt Sougo để thay đổi thời gian và ngăn chặn Sougo trở thành Ma Vương trong tương lai. Geiz hay mặc đồ đen và luôn đeo một giáp vải đen quanh cổ.
Tsukuyomi (ツクヨミ) - Kamen Rider Tsukuyomi (仮面ライダーウォズ Kamen Raidā Tsukuyomi): Cũng đến từ tương lai 50 năm sau cùng Geiz. Thay vì tìm cách diệt Ma Vương từ đầu, cô dẫn Sougo không tìm đến quyền lực ma vương, vì cô cảm thấy Sougo sẽ không trở thành Oma Zi-O. Cô hỗ trợ Sougo và Geiz chiến đấu. Tsukuyomi hay mặc đồ trắng và luôn cài đôi dải lụa trắng ở vai.
Woz (ウォズ Wozu) hay Woz đen (黑ウォズ Kuro Wozu) - Kamen Rider Woz (仮面ライダーウォズ Kamen Raidā Wozu): Nhà tiên tri bí ẩn đến từ 50 năm sau và có sức mạnh đặc biệt. Mặc đồ màu nâu xám và luôn quàng khăn màu đen có khả năng kéo giãn, cầm quyển sách "Phùng Ma Giáng Lâm lịch" (逢魔降臨暦 Ōma kōrin reki) trên tay, dựa theo quyển sách nói mấy câu thấu thị tương lai. Luôn cung kính Sougo là "Ma Vương của tôi" (我が魔王 Waga Maō), hướng dẫn Sougo theo con đường thành Ma Vương và dẫn lời ca ngợi khi Sougo có sức mạnh mới từ Rider trước. Sử dụng Beyondriver lấy của Woz Trắng để biến thân cùng các MirideWatch có thể trở thành các form mang sức mạnh Kamen Rider trong tương lai.
Woz trắng (白ウォズ Shiro Wozu) - Kamen Rider Woz (仮面ライダーウォズ Kamen Raidā Wozu): là "một Woz khác" (もう一人のウォズ Mō hitori no Wozu) đến từ tương lai mà Oma Zi-O bị tiêu diệt, khác dòng thời gian với Woz đang theo Sougo, tự xưng là "Kẻ Sáng tạo Tương lai" và đi theo Geiz. Woz này mặc bộ đồ màu trắng bạc, đội mũ nồi, cầm quyển sách điện tử để viết những sự việc sẽ xảy ra ở tương lai và gọi Geiz là "Chúa Cứu Thế của tôi" (我が救世主 Waga Kyūseishu). Sử dụng Beyondriver để biến thân cùng các MirideWatch có thể trở thành các form mang sức mạnh Kamen Rider trong tương lai. Sau này tan biến vì dòng thời gian của Geiz Revive biến mất.
Tokiwa Jun'ichiro (常磐 順一郎): Ông chú của Sougo, chủ cửa hàng đồng hồ Kujigoji-do. Tuy là chuyên gia đồng hồ nhưng có thể sửa bất cứ gì kể cả đồ điện tử gia dụng. Mặc dù sống chung với Sougo, nhưng vẫn sẵn sàng cho Geiz và Tsukuyomi tá túc, thậm chí còn nấu cơm cho ăn. Đôi khi vô tình cho những gợi ý hữu dụng trong những vụ việc liên quan Another Rider (vì thực tế ông không biết những gì đang xảy ra).
Heure (ウール Ūru): Một thiếu niên của băng Time Jacker. Tạo ra Another Rider ở từng thời đại, nhằm đánh thức tân vương thay thế Oma Zi-O. Đôi lúc ngây thơ, làm việc tùy hứng.
Ora (オーラ Ōra): Một cô gái của băng Time Jacker. Một mĩ nhân lạnh lùng, trái ngược với Heure, chuyên tâm với việc tạo Another Rider lập nên tân vương.
Swartz (スウォルツ Suworutsu): Người đàn ông thuộc Time Jacker. Lớn tuổi hơn Heure và Ora, nên tỏ ra là bề trên. Là người sở hữu năng lực cực mạnh, có thể dừng được cả Heure và Ora. Không như 2 người kia, Swartz là kẻ lạnh lùng sẵn sàng ép người thường thành Another Rider mà không dùng tới lời lẽ.

## Tập phim

### Phần chính
Nhan đề mỗi tập phim gồm có 2 yếu tố: phần chữ là những từ khóa liên quan tới các Rider trong quá khứ, phần số là năm mà Rider đó xuất hiện.
1. Kingdom 2068 (キングダム2068 Kingudamu ni-sen roku-jū-hachi?)
2. Best Match 2017 (ベストマッチ2017 Besuto Macchi ni-sen jū-nana?)
3. Doctor Gamer 2018 (ドクターゲーマー2018 Dokutā Gēmā ni-sen jū-hachi?)
4. No Continue 2016 (ノーコンティニュー2016 Nō Kontinyū ni-sen jū-roku?)
5. Switch on! 2011 (スイッチオン！2011 Suicchi on! ni-sen jū-ichi?)
6. 555(Faiz)・913(Kaixa)・2003 (555・913・2003 Faizu・Kaiza・ni-sen san?)
7. Magic Showtime 2018 (マジック・ショータイム2018 Majikku Shōtaimu ni-sen jū-hachi?)
8. Beauty and Beast 2012 (ビューティ＆ビースト2012 Byūti ando Bīsuto ni-sen jū-ni?)
9. Genm Master 2016 (ゲンムマスター2016 Genmu Masutā ni-sen jū-roku?)
10. Taka, Tora và Batta 2010 (タカとトラとバッタ2010 Taka to Tora to Batta ni-sen jū?)
11. Zi-O on Parade 2018 (ジオウ・オン・パレード2018 Jiō on Parēdo ni-sen jū-hachi?)
12. Stage của Tôi x Tôi 2013 (オレ×オレのステージ 2013 Ore x Ore no Sutēji ni-sen jū-san?)
13. Ghost Hunter 2018 (ゴーストハンター2018 Gōsuto Hantā ni-sen jū-hachi?)
14. GO! GO! Ghost 2015 (GO!GO!ゴースト2015 Gō! Gō! Gōsuto ni-sen jū-go?)
15. Back To 2068 (バック・トゥ・2068 Bakku Tu ni-sen roku-jū-hachi?)
16. Forever King 2018 (フォーエバー・キング2018 Fōebā Kingu ni-sen jū-hachi?)
17. Happy New Woz 2019 (ハッピーニューウォズ2019 Happī Nyū Wozu ni-sen jū-kyū?)
18. Tuyệt vời! Thời đại! Tương lai! 2022 (スゴイ！ジダイ！ミライ！2022 Sugoi! Jidai! Mirai! ni-sen ni-jū-ni?)
19. The Quiz Shock 2040 (ザ・クイズショック2040 Za Kuizu Shokku ni-sen yon-jū?)
20. Final Answer? 2040 (ファイナルアンサー？2040 Fainaru Ansā? ni-sen yon-jū?)
21. Mirror World 2019 (ミラーワールド2019 Mirā Wārudo ni-sen jū-kyū?)
22. Zi-O Tối Cường! 2019 (ジオウサイキョウー！2019 Jiō Saikyō! ni-sen jū-kyū?)
23. Là Kikai! 2121 (キカイだー！2121 Kikai dā! nisen hyaku ni-jū-ichi?)
24. Best Friend 2121 (ベスト・フレンド2121 Besuto Furendo nisen hyaku ni-jū-ichi?)
25. Another Zi-O 2019 (アナザージオウ2019 Anazā Jiō ni-sen jū-kyū?)
26. Geiz Reviveǃ 2019 (ゲイツリバイブ！2019 Geitsu Ribaibu! ni-sen jū-kyū?)
27. Bắt đầu của tất cả 2009 (すべてのはじまり2009 Subete no hajimari ni-sen kyū?)
28. Mục tiêu của Chúng ta 2019 (オレたちのゴール2019 Ore-tachi no Gōru ni-sen jū-kyū?)
29. Blade Joker!? 2019 (ブレイド・ジョーカー!?2019 Bureido Jōkā!? ni-sen jū-kyū?)
30. 2019ː Trinity đã bắt đầu! (2019:トリニティはじめました！ Ni-sen jū-kyūː Toriniti hajimemashita!?)
31. 2001ː Thức dậy đi, Agito kiaǃ (2001: めざめろ、そのアギト！ Ni-sen ichiː Mezamero, sono Agito!?)
32. 2001ː Ký ức Unknown (2001：アンノウンなキオク Ni-sen ichi: Announ na Kioku?)
33. 2005ː Long trọngǃ Vang vọngǃ Chấn độngǃ (2005：いわえ！ひびけ！とどろけ！ Ni-sen go: Iwae! Hibike! Todoroke!?)
34. 2019: Quỷ thời Bình Thành, Quỷ thời Lệnh Hòa (2019：ヘイセイのオニ、レイワのオニ Ni-sen jū-kyū: Heisei no Oni, Reiwa no Oni?)
35. 2008ː Mối tình đầu, Wake Upǃ (2008：ハツコイ、ウェイクアップ！ Ni-sen hachi: Hatsukoi, Weiku Appu!?)
36. 2019ː Mối tình đầu, Finallyǃ (2019：ハツコイ、ファイナリー！ Ni-sen jū-kyū: Hatsukoi, Fainarī!?)
37. 2006ː Next Level Kabuto (2006：ネクスト・レベル・カブト Nisen-rokū: Nekusuto Reberu Kabuto?)
38. 2019ː Người được chọn làm Kabuto (2019：カブトにえらばれしもの Ni-sen jū-kyū: Kabuto ni erabareshi mono?)
39. 2007ː DenLiner Crashǃ (2007：デンライナー・クラッシュ！ Denrainā Kurasshu!?)
40. 2017ː Grand Climaxǃ (2017：グランド・クライマックス！ Ni-sen jū-nana: Gurando Kuraimakkusu!?)
41. 2019ː Thế giới, Reset (2019：セカイ、リセット Ni-sen jū-kyū: Sekai, Risetto?)
42. 2019ː Missing World (2019：ミッシング・ワールド Ni-sen jū-kyū: Misshingu Wārudo?)
43. 2019: Tsukuyomi Confidential (2019：ツクヨミ・コンフィデンシャル Ni-sen jū-kyū: Tsukuyomi Konfidensharu?)
44. 2019: Tiếng gọi của Aqua (2019：アクアのよびごえ Ni-sen jū-kyū: Akua no yobi goe?)
45. 2019: Eternal Party (2019：エターナル・パーティ Ni-sen jū-kyū: Etānaru Pāti?)
46. 2019: Operation Woz (2019：オペレーション・ウォズ Ni-sen jū-kyū: Operēshon Wozu?)
47. 2019: Watch biến mất (2019：きえるウォッチ Ni-sen jū-kyū: Kieru Wotchi?)
48. 2068: Ohma Time (2068: オーマ・タイム Ni-sen roku-jū-hachi: Ōma Taimu?)
49. 2019: Apocalypse (2019:アポカリプス Ni-sen jū-kyū: Apokaripusu?)

### Phần bổ sung
Kamen Rider Zi-O: Kế hoạch bổ sung (仮面ライダージオウ 補完計画 Kamen Raidā Jiō Hokan Keikaku) là phần nhỏ sau tập chính của phim, giải thích một số điều trong tập chính.
- 1.5 Điều bí ẩn của Naming (ネーミングの謎 Nēmingu no nazo?)
- 2.5 Rule của thế giới (世界のルール Sekai no rūru?)
- 3.5 Kể tiết lộ vương vị (王位なるネタバレ Ōi naru netabaru?)
- 4.5 Lời thú nhận của A-Legend (Aレジェンドの告白 Ē Rejendo no kokuhaku?)
- 5.5 Tokiwa-sou Go và chiếc điện thoại bí ẩn (トキワ壮ゴと謎電話 Tokiwa-sō go to nazo denwa?)
- 6.5 Bí mật của Fourze 555 (Faiz) (フォーゼ555の秘密 Fōze Faizu no himitsu?)
- 7.5 Kẻ Black tệ nhất là ai? (最悪のブラックは誰だ Saiaku no Burakku wa dare da?)
- 8.5 Time Paradox của sự sợ hãi! (恐怖のタイムパラドックス！ Kyōfu no Taimu Paradokkusu!?)
- 9.5 Vua, Thần và Người lớn (王と神とオトナ Ō to Kami to Otona?)
- 10.5 Mori đấu Shimoyama (モーリ対シモヤマ Mōri tai Shimoyama?)
- 11.5 Bí ẩn về 95DO! (謎の95DO！ Nazo no Ku-go-do!?)
- 12.5 Interview With người tương lai (インタビュー・ウィズ・未来人 Intabyū Wizu mirai-jin?)
- 13.5 Thầy giáo ma (ユーレイの先生 Yūrei no sensei?)
- 14.5 Ác ma màu hồng (ピンクの悪魔 Pinku no akuma?)

## Tập đặc biệt
- Kamen Rider Heisei Generations Forever (仮面ライダー平成ジェネレーションズFOREVER Kamen Raidā Heisei Jenerēshonzu Foebā?)ː là phần crossover giữa Build và ZI-O. Đây cũng là phần movie thứ ba cũng như cuối cùng của Heisei Generations Series. Phim được công chiếu ở các rạp vào ngày 13 tháng 11 năm 2018 và phát hành chính thức trên đĩa DVD vào ngày 8 tháng 5 năm 2019.
- Kamen Rider Zi-O Spin-off (仮面ライダージオウ スピンオフ Kamen Raidā Jiō Supin'ofu?)ː là một series đặc biệt của Zi-O được phát hành bởi Toei Tokusatsu Fan Club and Video Pass.

1. Phần 1ː RIDER TIME Shinobi (RIDER TIME シノビ Raida Taimu Shinobi)ː phần truyện đặc biệt chưa từng được kể của Kamen Rider Shinobi (năm 2022).
2. Phần 2ː RIDER TIME Ryuki (RIDER TIME 龍騎 Raida Taimu Ryuki)ː phần truyện đặc biệt mới về Ryuki và các Rider khác trong Mirror World đánh dấu sự trở lại của một Rider War mới vào năm 2019.

- Kamen Rider Reiwa: The First Generation
- Kamen Rider Zi-O: Over Quarzter
- Kamen Rider Zi-O Next Time: Geiz Majesty
- Rider Time: Decade vs Zi-O
- Saber + Zenkaiger: Super Hero Senki

## Phân vai

### Chính truyện
- Tokiwa Sougo (常磐ソウゴ?): Okuno Sou (奥野 壮?)
- Myoukouin Geiz (明光院 ゲイツ?): Oshida Gaku (押田 岳?)
- Tsukuyomi (ツクヨミ?): Ohata Shieri (大幡 しえり?)
- Woz (ウォズ?): Watanabe Keisuke (渡邊 圭祐?)
- Tokiwa Jun'ichirou (常磐 順一郎?): Namase Katsuhisa (生瀬 勝久?)
- Kakogawa Hiryū (加古川 飛流?): Sakuma Yū (佐久間 悠?)
- Heure (ウール?): Itagaki Rihito (板垣 李光人?)
- Ora (オーラ?): Konno Ayaka (紺野 彩夏?)
- Swartz (スウォルツ?): Kanesaki Kentarou (兼崎 健太郎?)

### Thu âm
- Lồng tiếng Ziku-Driver, Ridewatch, Oma Zi-O : Koyama Rikiya (小山 力也)
- Lồng tiếng Ziku-Driver: Onishi Yohei (大西 洋平)
- Lồng tiếng Beyondriver: AFRO (アフロ Afuro)

### Khách mời
- Build
  - Kiryuu Sento (桐生 戦兎, 1-2)/Katsuragi Takumi (葛城 巧, 2): Inukai Atsuhiro (犬飼 貴丈)
  - Banjou Ryuga (万丈 龍我, 1-2): Akaso Eiji (赤楚 衛二)
- Ex-Aid
  - Houjou Emu (宝生 永夢, 2-4): Iijima Hiroki (飯島 寛騎)
  - Kagami Hiiro (鏡 飛彩, 3-4): Seto Toshiki (瀬戸 利樹)
  - Dan Kuroto (檀黎 斗, 8-10): Iwanaga Tetsuya (岩永 徹也)
- 555
  - Inui Takumi (乾 巧, 5-6): Handa Kento (半田 健人)
  - Kusaka Masato (草加 雅人, 5-6): Murakami Kohei (村上 幸平)
- Fourze
  - Oosugi Chuta (大杉 忠太, 5-6): Tanaka Takushi (田中 卓志)
  - Kondo Daita (近藤 大太, 5): Nagazawa Kazuyoshi (中澤 兼利)
  - Nezu Chikao (根津 誓夫, 5): Hara Yuya (原 勇弥)
- Wizard
  - Nitou Kosuke (仁藤 攻介, 7-8): Nagase Tasuku (永瀬 匡)
- OOO
  - Hino Eiji (火野 映司, 9-10): Watanabe Shu (渡部 秀)
  - Izumi Hina (泉 比奈, 9-10): Takada Riho (高田 里穂)
- Gaim
  - Kazuraba Kouta (葛葉 紘汰, 10-12): Sano Gaku (佐野 岳)
  - Kumon Kaito (駆紋 戒斗, 11-12): Kobayashi Yutaka (小林 豊)
- Ghost
  - Tenkuji Takeru (天空寺 タケル, 12-14): Nishime Shun (西銘 駿)
  - Fukami Makoto (深海 マコト, 14): Yamamoto Ryosuke (山本 涼介)
  - Hachioji Shibuya (八王子 シブヤ, 13): Mizoguchi Takuya (溝口 琢矢)
  - Kisarazu Narita (木更津ナリタ, 13-14): Kansyuji Reo (勧修寺 玲旺)
- Decade
  - Kadoya Tsukasa (門矢 士, 13-16, 27-28, 37-38): Inoue Masahiro (井上 正大)
  - Kaito Daiki (海東 大樹, 28-30): Totani Kimito (戸谷 公人)
- Rider tương lai
  - Kagura Rentarou (神蔵 蓮太郎, 17-18): Tawada Hideya (多和田 任益, từng đóng Kinji Takigawa trong Ninninger)
  - Douan Mondo (堂安 主水, 19-20): Suzuki Katsuhiro (鈴木 勝大, từng đóng Sakurada Hiromu trong Go-Busters)
  - Makina Rento (真紀那 レント, 23-24): Irie Jingi (入江 甚儀, từng đóng Zamigo Delma trong Lupinranger VS Patranger)
  - Kamen Rider Ginga (仮面ライダーギンガ Kamen Raidā Ginga, thu âm, 35-36): Sugita Tomokazu (杉田 智和)
- Ryuki
  - Kido Shinji (城戸 真司, 21-22), Shinji trong gương (鏡像の城戸 真司 Kyōzō no Kido Shinji, 21-22): Suga Takamasa (須賀 貴匡)
  - Okubo Daisuke (大久保 大介, 21-22): Tsuda Kanji (津田 寛治)
- Blade
  - Kenzaki Kazuma (剣崎 一真, 29-30): Tsubaki Takayuki (椿 隆之)
  - Aikawa Hajime (相川 始, 29-30): Morimoto Ryōji (森本 亮治)
  - Kurihara Amane (栗原 天音, 29-30): Kajiwara Hikari (梶原 ひかり)
- Agito
  - Tsugami Shouichi (津上 翔一, 31-32): Kashu Toshiki (賀集 利樹)
  - Kazaya Mana (風谷 真魚, 31-32): Akiyama Rina (秋山 莉奈)
  - Omuro Takahiro (尾室 隆弘, 31-32): Shibata Akiyoshi (柴田 明良)
- Hibiki
  - Todayama Tomizo (戸田山 登巳蔵, 33-34): Kawaguchi Shingo (川口 真五)
  - Kiriya Kyousuke (桐矢 京介, 33-34): Nakamura Yuichi (中村 優一)
- Kiva
  - Jiro (次狼, 35-36): Matsuda Kenji (松田 賢二)
- Kabuto
  - Kagami Arata (加賀美 新, 37-38): Sato Yuuki (佐藤 祐基)
  - Yaguruma Sou (矢車 想, 37-38): Tokuyama Hidenori (徳山 秀典)
  - Kageyama Shun (影山 瞬, 37-38): Uchiyama Masato (内山 眞人)
- Drive
  - Chase (チェイス, Cheisu, 47, 48): Katōno Taikō (上遠野 太洸)
- Khác
  - Sailor (セーラー Sērā, 36): Takahashi Yuu (高橋 ユウ)

## Nhạc phim

### Nhạc mở đầu
Over "Quartzer" - Shuta Sueyoshi feat. ISSA